# Beaumerie-Saint-Martin
Beaumerie-Saint-Martin ist eine französische Gemeinde mit 384 Einwohnern (Stand 1. Januar 2022) im Département Pas-de-Calais in der Region Hauts-de-France (vor 2016 Nord-Pas-de-Calais). Sie gehört zum Arrondissement Montreuil und zum Kanton Berck. Die Einwohner werden Belmariens genannt.

## Lage
Die Gemeinde Beaumerie-Saint-Martin liegt an der unteren Canche am Westrand des Artois, unmittelbar südöstlich der Stadt Montreuil-sur-Mer. Nachbargemeinden von Beaumerie-Saint-Martin sind Marles-sur-Canche im Nordosten, Brimeux im Osten, Boisjean im Süden, Écuires im Westen sowie Montreuil-sur-Mer im Nordwesten.

## Bevölkerungsentwicklung
| Jahr                       | 1962 | 1968 | 1975 | 1982 | 1990 | 1999 | 2007 | 2014 | 2022 |
| Einwohner                  | 301  | 306  | 263  | 296  | 309  | 318  | 355  | 391  | 384  |
| Quellen: Cassini und INSEE |      |      |      |      |      |      |      |      |      |

## Sehenswürdigkeiten

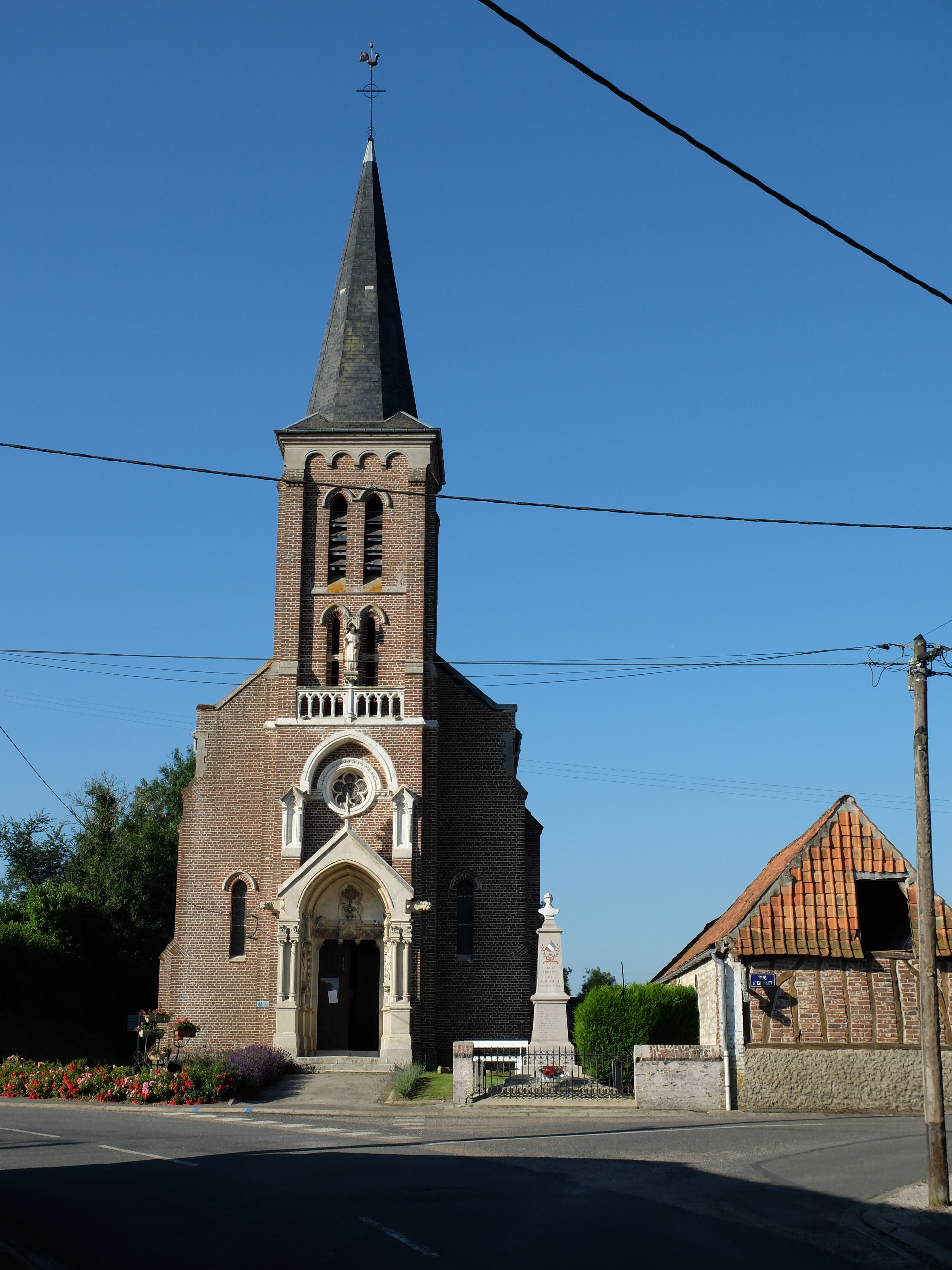
Kirche Saint-Martin und Gefallenendenkmal

- Kirche Saint-Walloy
- Schloss Beaurepaire